# Agnosine
Agnosine est une commune italienne de la province de Brescia, dans la région Lombardie.

## Toponymie
L'origine du nom n'est pas claire ; les premières attestations du nom date du XIe siècle, probablement du mot « Gnusen » issu du dialecte. Selon d'autres[Qui ?], le nom dériverait du mot latin agnus (qui signifie agneau), car des troupeaux paissaient dans la région. Pour d'autres spécialistes[Qui ?], le nom dérive plutôt du mot lombard agno, qui signifie aulne.

## Géographie

### Communes limitrophes
Bione, Caino, Lumezzane, Odolo, Preseglie, Vallio Terme

## Politique et administration
| Période           | Période           | Identité           | Étiquette     | Qualité |
| ----------------- | ----------------- | ------------------ | ------------- | ------- |
| 24 avril 1995     | 14 juin 2004      | Claudio Gaudiosi   | liste civique |         |
| 14 juin 2004      | 27 septembre 2007 | Santino Campagnoli | liste civique |         |
| 27 septembre 2007 | 15 avril 2008     | Anna Aida Bruzzese | liste civique |         |
| 15 avril 2008     | 15 avril 2023     | Giorgio Bontempi   | Lega Nord/FdI |         |
| 15 avril 2023     | En cours          | Paolo Siliqua      | liste civique |         |

## Population et société

### Démographie
| 1861  | 1871  | 1881  | 1901  | 1911  | 1921  |
| ----- | ----- | ----- | ----- | ----- | ----- |
| 1 103 | 1 116 | 1 105 | 1 154 | 1 209 | 1 170 |

| 1931  | 1936  | 1951  | 1961  | 1971  | 1981  |
| ----- | ----- | ----- | ----- | ----- | ----- |
| 1 225 | 1 163 | 1 213 | 1 531 | 1 647 | 1 691 |

| 1991  | 2001  | 2011  | 2021  | 2022  | - |
| ----- | ----- | ----- | ----- | ----- | - |
| 1 717 | 1 875 | 1 833 | 1 622 | 1 654 | - |